# Liste der eritreischen Außenminister
Diese Liste der eritreischen Außenminister listet alle eritreischen Außenminister seit 1993 auf.
| Nr. | Name (Lebensdaten)             | Porträt | Amtszeit  |
| --- | ------------------------------ | ------- | --------- |
| 1   | Mahmoud Ahmed Sherifo (* 1947) |         | 1993–1994 |
| 2   | Petros Solomon (* 1951)        |         | 1994–1997 |
| 3   | Haile Woldense (* 1947)        |         | 1997–2000 |
| 4   | Ali Said Abdella (1949–2005)   |         | 2000–2005 |
| 5   | Mohamed Omer                   |         | 2005–2007 |
| 6   | Osman Saleh Mohammed (* 1948)  |         | seit 2007 |